# Бондарев Юрій Васильович
Ю́рій Васи́льович Бо́ндарев (рос. Юрий Васильевич Бондарев; 15 березня 1924, Орськ — 29 березня 2020, Москва) — російський радянський письменник, член КПРС, компартійний літературний функціонер, пізніше громадський діяч; один з провідних діячів «соціалістичного реалізму» епохи «застою» в російській літературі, ідеолог радянського (російського) патріотизму. Герой Соціалістичної Праці (1984).

## Біографія

### Дитинство
Юрій Васильович Бондарев народився 15 березня 1924 року в місті Орськ (нині Оренбурзької області Російської Федерації) в сім'ї Василя Васильовича Бондарева (1896—1988) та Клавдії Йосипівни Бондаревої (1900—1978). Батько працював народним слідчим, адвокатом, адміністративним працівником.
1931 року Бондареви переїхали в Москву. Жили в Замоскворіччі. Юрій навчався в 516-й середній школі. Захоплювався футболом, ковзанами, голубами. Любив читати книги. Цьому багато в чому посприяла мати, яка часто вечорами читала синові та поступово привила Юрієві любов до російської класики.

### Війна
Юрій Бондарєв — учасник Великої Вітчизняної війни (від серпня 1942 року), молодший лейтенант. Двічі нагороджений медаллю «За відвагу».
1941 року комсомолець Бондарев разом із тисячами молодих москвичів брав участь у спорудженні оборонних укріплень під Смоленськом. Потім була евакуація. Там Юрій закінчив десятий клас. Улітку 1942 року його направили на навчання в 2-ге Бердичівське піхотне училище, евакуйоване в Актюбінськ. У жовтні 1942 року курсантів направили під Сталінград. Бондарева зарахували командиром мінометного розрахунку 308-го полку 98-ї стрілецької дивізії.
У боях під Котельниковським Бондарева контузило, він обморозився, зазнав легкого поранення в спину. Після лікування в шпиталі служив командиром гармати в складі 23-ї Київсько-Житомирської дивізії. Брав участь у форсуванні Дніпра та звільненні Києва. У боях за Житомир Бондарева поранило, він знову потрапив у польовий шпиталь.
14 жовтня 1943 року командир 89-го стрілецького полку 23-ї стрілецької дивізії видав наказ, у якому, зокрема, зазначалося: від імені Президії Верховної Ради СРСР нагородити медаллю «За відвагу» гвардії сержанта Юрія Бондарева за те, що він у боях біля села Боромля Сумської області 13—17 серпня 1943 року прицільним вогнем своєї гармати знищив три вогневі точки, одну автомашину, одну протитанкову гармату та до 20 солдатів і офіцерів противника.
Від січня 1944 року Бондарев воював у лавах 121-ї Червонопрапорної Рильсько-Київської стрілецької дивізії. 1944 року Бондарев став членом ВКП(б).
21 червня 1944 року командир 297-го артилерійського полку 121-ї стрілецької дивізії видав наказ, у якому, зокрема, зазначалося: від імені Президії Верховної Ради СРСР нагородити медаллю «За відвагу» гвардії старшого сержанта Юрія Бондарева за те, що він 30 березня 1944 року відбив контратаку противника. Далі в наказі зазначено: «Противник, намагаючись повернути Кам'янець-Подільський, перейшов у контратаку при підтримці танків. Товариш Бондарев зустрів німецькі танки та піхоту вогнем своєї гармати з відкритої вогневої позиції. Один танк було підбито, а піхоту розсіяно. Контратаку противника було відбито».
Далі Бондарев воював у Польщі та на кордоні з Чехословаччиною. У жовтні його направили в Чкаловське училище зенітної артилерії. Після закінчення навчання в грудні 1945 року його визнали обмежено придатним до служби та демобілізували у зв'язку з пораненнями.

### Початок літературної діяльності
Перші твори Юрій Бондарев опублікував 1949 року. Його оповідання вміщували журнали «Огонёк», «Смена», «Октябрь». 1951 року Бондарев закінчив Літературний інститут у Москві. Того ж року його прийняли до Спілки письменників СРСР. Першу книгу видав 1953 року. Це була збірка оповідань «На великій річці».

### Політична та громадська діяльність
Веде активну громадську діяльність. У 1959—1963 роках був членом редколегії, редактором відділу літератури та критики «Литературной газеты». У листопаді 1971 року його обрали першим заступником голови правління Спілки письменників РРФСР, у 1990—1994 роках він був головою Спілки письменників Росії. У 1991—1999 роках Бондарев був співголовою Міжнародного співтовариства письменницьких спілок.
1963 року Юрія Бондарева прийняли до Спілки кінематографістів. У 1961—1966 роках він був головним редактором Об'єднання письменників і кінопрацівників на студії «Мосфільм».
У 1974—1979 роках очолював Добровільне товариство любителів книги. Бондарев багато разів їздив за кордон на запрошення видавництв як громадський діяч.
Обирався депутатом Верховної Ради РРФСР IX—Х скликань. У 1984—1989 роках був заступником голови Ради національностей Верховної Ради СРСР. У 1990—1991 роках був членом ЦК Компартії РРФСР.
Юрій Бондарев — дійсний член Російської, Міжнародної слов'янської, Петровської академій, Академії російської словесності, почесний член Пушкінської академії, голова комісії з присудження Міжнародної премії Михайла Шолохова. Бондарева обрано почесним професором Державного відкритого педагогічного університету.
6 березня 2014 року Бондарєв підписав звернення Спілки письменників Росії до Федеральних зборів та Президента Росії Путіна, в яких висловив підтримку діям Росії щодо Криму та України.

### Сім'я
- Дружина — Валентина Микитівна Бондарева (1927 року народження).
- Донька Олена Юріївна Бондарева (1952 року народження) — фахівець з англійської мови.
- Донька Катерина Юріївна Бондарева (1960 року народження) — художниця.
- Внук Андрій Бондарев — дипломат.

### Захоплення
Юрій Бондарев захоплювався живописом. Удома він зібрав значну колекцію книг про живопис та альбомів із репродукціями світових шедеврів.

## Твори
- Збірки оповідань:
  - «На великій річці» (1953)
  - «Важка ніч» (1958)
  - «Пізно увечері» (1959)
- Повісті:
  - «Батальйони просять вогню» (1957)
  - «Останні залпи» (1959)
- Романи:
  - «Тиша» (1963)
  - «Родичі» (1969)
  - «Гарячий сніг» (1969, український переклад — 1973)
  - «Берег» (1975)
  - «Вибір» (1979)
  - «Гра» (1985)
  - «Спокуса» (1991)
  - «Непротивлення» (1996)
  - «Бермудський трикутник» (1999)
  - «Без милосердя» (2004)
- Літературно-критичні збірки:
  - «Стиль і слово» (1965)
  - «Пошук істини» (1976)
  - «Людина несе в собі світ» (1980)
- Лірико-філософські мініатюри «Миттєвості» (1977—1987)

Твори Бондарева перекладено більш ніж 70 мовами, зокрема англійською, французькою, італійською, іспанською, німецькою, японською, голландською, данською, фінською, польською, турецькою, румунською, чеською, словацькою, сербською, угорською, болгарською, грецькою, хінді. Всього у 1958—1980 роках за кордоном опубліковано 130 творів Бондарева.
Українською мовою твори Бондарева перекладали Олександр Бандура, Н. Орлова та ін. 1984 року в Києві видано два томи творів письменника в українських перекладах.
У Радянському Союзі та Росії побачили світ чотири зібрання творів письменника:
- 1973—1974 (в 4 томах)
- 1984—1986 (в 6 томах)
- 1993—1996 (в 9 томах)
- 2004

Виставка, розгорнута до 80-річчя письменника в стінах колишньої Ленінської бібліотеки, не вмістила всіх наявних у фондах бібліотеки книг Бондарева.
За творами Юрія Бондарева знято художні фільми «Останні залпи», «Тиша», «Гарячий сніг», «Батальйони просять вогню», «Берег», «Вибір».

## Премії
- 1972 — Ленінська премія як співавтору сценарію кіноепопеї «Визволення»
- 1975 — Державна премія РРФСР за сценарій фільму «Гарячий сніг»
- 1977 — Державна премія СРСР за роман «Берег»
- 1983 — Державна премія СРСР за роман «Вибір»
- 1993 — премія імені Льва Толстого
- 1994 — премії Олександра Невського, Василя Тредіаковського, Міжнародна премія імені Михайла Шолохова
- Всеросійська премія «Сталінград»
- Премія Володимира Даля

## Нагороди
- Орден Леніна (двічі)
- Орден Жовтневої Революції
- Орден Трудового Червоного Прапора
- Орден Вітчизняної війни другого ступеня
- Орден «Знак Пошани»
- Медаль «За відвагу» (двічі)

1994 року відмовився від нагородження орденом Дружби народів у зв'язку з 70-річчям. У телеграмі Президенту РФ Борису Єльцину написав: «Сьогодні це вже не допоможе добрій злагоді та дружбі народів нашої великої країни».